# Mary Lea Heger
Mary Lea Heger (13 de julio de 1897 - 13 de julio de 1983, más tarde Mary Lea Shane) fue una astrónoma estadounidense que realizó importantes descubrimientos en el medio interestelar. Más tarde, fundó los Archivos del Observatorio Lick ubicados en la Biblioteca Dean E. McHenry. En 1982, su monumento en Lick pasó a llamarse Archivos Mary Lea Shane del Observatorio Lick.

## Educación y carrera
Nació en Wilmington, Delaware. Durante la infancia, la familia de Heger se mudó al oeste a Belvedere en la Bahía de San Francisco, donde pasó su juventud.
Heger recibió su Grado en Astronomía en 1919 de la Universidad de California, Berkeley. Después de casarse con C. Donald Shane en 1920, completó su Doctorado en 1924, escribiendo una tesis bajo la supervisión de W. W. Campbell en el Observatorio Lick, que fue uno de los primeros documentos en reconocer las líneas de absorción Na I, afiladas y estacionarias, en el espectro de binarios distantes como de origen interestelar. También fue la descubridora de las bandas interestelares difusas.

## Jubilación
Al decidir enfocarse en criar a sus dos hijos pequeños, Heger abandonó su carrera profesional. Al final de la Segunda Guerra Mundial, cuando su esposo se convirtió en director del Observatorio Lick, Heger se convirtió en una conocida anfitriona científica y fue recordada por su generosa hospitalidad.

## Muerte
Mary Lea Shane falleció el día de su 86.º cumpleaños de un ataque al corazón en su casa en Scotts Valley, California, el 13 de julio de 1983.

## Eponimia
El asteroide (9824) Marylea fue nombrado así por esta astrónoma.